# 喙萼冷水花
喙萼冷水花（学名：Pilea symmeria）是荨麻科冷水花属的植物。分布于印度、尼泊尔、锡金、不丹以及中国大陆的西藏等地，生长于海拔2,100米至3,300米的地区，常生于林下阴湿处。